# مستشفى رأس سدر المركزي
مستشفى رأس سدر المركزي هي مستشفي في رأس سدر، جنوب سيناء، مصر.

## الوصف
مستشفى رأس سدر المركزي تقع علي مساحة تبلغ 40 ألف و 457 متر مربع، وتتضمن 4 غرف للعمليات، و9 عيادات خارجية بمختلف التخصصات. ويوجد بها 93 سريرًا بينهم 16 للطوارئ، و36 سريرًا داخليًا، و11 للرعاية المركزة، و8 للحضانات، و2 للغسيل الكلوي.
العيادات الخارجية بمستشفى رأس سدر تقدم الخدمة الطبية في 10 تخصصات طبية وتشمل «جراحة عامة، عظام، جلدية، أسنان، باطنة، النساء والولادة، الأطفال، أنف وأذن، رمد، مسالك»، وذلك لجميع منتفعي منظومة التأمين الصحي الشامل بمدينة رأس سدر بمحافظة جنوب سيناء.